# Jimmy Garrison
Jimmy Garrison (właśc. James Emory Garrison) (ur. 3 marca 1934 w Miami, zm. 7 kwietnia 1976 w Nowym Jorku) – amerykański kontrabasista jazzowy.

## Życiorys
Jest pamiętany przede wszystkim jako współpracownik Johna Coltrane’a i członek jego sławnego kwartetu, do którego należeli również pianista McCoy Tyner i perkusista Elvin Jones. Brał udział w powstaniu wielu słynnych płyt Coltrane’a, w tym A Love Supreme (1964) i Ascension (1965). Nagrywał także z innymi muzykami, pośród których znajdowali się m.in. Ornette Coleman, Kenny Dorham, Philly Joe Jones, Jackie McLean, Sonny Rollins, Archie Shepp.
Na początku lat 70. wykładał przez rok w Bennington College i na Wesleyan University. Zmarł na raka płuc.
Jego synem jest basista jazzowy Matt Garrison.

## Wybrana dyskografia
Opracowano na podstawie materiału źródłowego.

### Jako lider
- Illumination! (współlider z Elvinem Jonesem; Impulse!, 1963)

### Jako sideman
Ornette Coleman:
- Ornette on Tenor (Atlantic, 1961)
- The Art of the Improvisers (Atlantic, 1961)
- New York Is Now! (Blue Note, 1968)
- Love Call (Blue Note, 1968)

Alice Coltrane:
- A Monastic Trio (Impulse!, 1968)

John Coltrane:
- Ballads (Impulse!, 1962)
- Coltrane (Impulse!, 1962)
- Duke Ellington & John Coltrane (Impulse!, 1962)
- John Coltrane and Johnny Hartman (Impulse!, 1962)
- Live at Birdland (Impulse!, 1963)
- Crescent (Impulse!, 1964)
- A Love Supreme (Impulse!, 1964)
- Ascension (Impulse!, 1965)
- First Meditations (Impulse!, 1965)
- The John Coltrane Quartet Plays (Impulse!, 1965)
- Kulu Sé Mama (Impulse!, 1965)
- Live at the Half Note: One Down, One Up (Impulse!, 1965)
- Live in Seattle (Impulse!, 1965)
- The Major Works of John Coltrane (Impulse!, 1965)
- Meditations (Impulse!, 1965)
- Transition (Impulse!, 1965)
- Sun Ship  (Impulse!, 1965)
- Live in Japan (Impulse!, 1966)
- Live at the Village Vanguard Again! (Impulse!, 1966)
- Expression (Impulse!, 1967)
- The Olatunji Concert: The Last Live Recording (Impulse!, 1967)
- Stellar Regions (Impulse!, 1967)

Ted Curson:
- Plenty of Horn (Old Town, 1961)

Kenny Dorham:
- Jazz Contemporary (Time, 1960)
- Show Boat (Time, 1960)

Curtis Fuller:
- Blues-ette (Savoy, 1959)
- Imagination (Savoy, 1959)
- Images of Curtis Fuller (Savoy, 1960)
- The Magnificent Trombone of Curtis Fuller (Epic, 1961)

Elvin Jones:
- Puttin’ It Together (Blue Note, 1968)
- The Ultimate (Blue Note, 1968)

Philly Joe Jones:
- Blues for Dracula (Riverside, 1958)
- Drums Around the World (Riverside, 1959)
- Showcase (Riverside, 1959)

Lee Konitz:
- Live at the Half Note (Verve, 1959)

Rolf Kühn, Joachim Kühn:
- Impressions of New York (Impulse!, 1967)

Jackie McLean:
- Swing, Swang, Swingin’ (Blue Note, 1959)

Sonny Rollins:
- East Broadway Run Down (Impulse!, 1966)

Archie Shepp:
- Attica Blues (Impulse!, 1972)

Clifford Thornton:
- Freedom & Unity (New World Records, 1967)

McCoy Tyner:
- Today and Tomorrow (Impulse!, 1963)
- McCoy Tyner Plays Ellington (Impulse!, 1964)